# The Bermuda Triangle
The Bermuda Triangle is het zesde studioalbum waarop Isao Tomita standaardwerken uit de klassieke muziek heeft gearrangeerd naar elektronische muziek. Ditmaal is een album niet gewijd aan een specifieke componist, maar komen werken van diverse componisten aan bod, waarbij de nadruk ligt op Sergej Prokofjev. Er staan echter ook composities van Tomita zelf op het album. Door de wat onbekendere klassieke muziek lijkt het alsof het album het eerste is met geheel oorspronkelijke muziek van Tomita.
Sommige tracks bevatten digitale data, gecodeerd met de Tarbell Cassette Interface.

## Musici
- Isao Tomita – Moog en Roland synthesizers, sequencers, equalizer, mixers, bandrecorders, noise reduction en accessoires waaronder mellotron.

## Tracklist
| Nr. | Titel | Duur                 |
| --- | --- | -------------------- |
| 1.  | The Arrival of UFO and the Mysterious Electric Waves: The Round Space Ship Landing on the Earth while Emitting Silvery Lights (Tomita)                                                  | 2:22                 |
| 2.  | Strong Electromagnetic Waves (Prokofjev: Romeo and Juliet: suite nr. 2: Montagues and Capulets)                                                                                         |                      |
| 3.  | The World of the Different Dimensions (Jean Sibelius: Valse triste) | 2:04                 |
| 4.  | The Giant Pyramid Sitting at the Bottom of the Sea of Bermuda and the Ancient People | 6:37                 |
| 5.  | The Venus Wearing the Space Uniform Shining in Florescent Light Color (The Return of UFO) / Close Encounters of the Third Kind (Tomita/John Williams)                                   | 1:30/3:54            |
| 6.  | The Children Playing in Agharta, the Deep Underground Kingdom/ Close Encounters of the Third Kind (Prokofjev: Symfonie nr. 5: Allegro marcato /John Williams)                           | 5:24/0:22            |
| 7.  | The Hollow Vessel Called the Earth Dororo (Tomita) | 4:39                 |
| 8.  | The Song of Venus (Prokofjev: Vioolconcert nr. 1: Andantino) | 3:52                 |
| 9.  | The Dawn at Bermuda (Prokofjev: Symfonie nr. 6: Allegro Moderato) | 1:53                 |
| 10. | The Mysterious Electric Waves (Tomita: computer datasignalen) | 0:29                 |
| 11. | The Dazzling Bright Cylindrical Object Which Had Crashed into Tunguska, Siberia (Prokofjev: Symfonie nr. 6: Allegro Moderato)                                                           | 7:29                 |
| 12. | The Harp Being Played by the Ancient People and the Venus and Her Space Children Singing the Song of the Future (Prokofjev”Vioolconcert nr. 1: Moderato; Allegro Moderato)              | 7:52                 |
| 13. | The Visionary Flight to the 1448 Nebular Group of the Bootes (The Departure of UFO) (medley van Tomita; Scytische suite, Valse triste en een vocoder van Prokofjev, Sibelius en Tomita) | 1:30/ 0:18/1:29/0:37 |
| 14. | Now, You Have Been Carried Away from the Earth (slot) | 0                    |